# 정재원 (스피드스케이팅 선수)
정재원(2001년 6월 21일~)은 대한민국의 스피드스케이팅 선수이다. 2018년 동계 올림픽 단체 추월 경기에 참가하여 은메달을 획득했으며, 2022년 동계 올림픽 남자 매스스타트에서 은메달을 획득했다. 
형으로 스피드스케이팅 선수인 정재웅이 있다.

## 수상
- 2017년 ISU 스피드스케이팅 월드컵 1차 대회 남자 팀추월 금메달
- 2017년 ISU 스피드스케이팅 월드컵 1차 대회 남자 매스스타트 동메달
- 2018년 제23회 평창 동계올림픽 스피드스케이팅 남자 팀추월 은메달